# Liriomyza discalis
Liriomyza discalis este o specie de muște din genul Liriomyza, familia Agromyzidae. A fost descrisă pentru prima dată de Malloch în anul 1913.
Este endemică în Arizona. Conform Catalogue of Life specia Liriomyza discalis nu are subspecii cunoscute.